# Middleton Cheney
Middleton Cheney is een civil parish in het bestuurlijke gebied South Northamptonshire, in het Engelse graafschap Northamptonshire met 3597 inwoners.